# Hermanas de Santo Domingo de Blauvelt
La Congregación de Santo Domingo de Blauvelt (en inglés: Congregation of Saint Dominic of Blauvelt) es una congregación religiosa católica femenina, de vida apostólica y de derecho diocesano, fundada en 1890 por la religiosa irlandesa Mary Ann Sammon, en la localidad de Blauvelt (Nueva York). A las religiosas de este instituto se les conoce como Hermanas de Santo Domingo de Blauvelt o simplemente como dominicas de Blauvelt. Sus miembros posponen a sus nombres las siglas O.P.

## Historia
La congregación fue fundada por la irlandesa Mary Ann Sammon, religiosa dominica de la Santa Cruz, de Williamsburg (Brooklyn), donde se dedicó a recoger niños abandonados en la calles. Por petición del cardenal John McCloskey, arzobispo de Nueva York abrió una casa hogar para ellos, estableciéndose en Blauvelt (Nueva York) e iniciando una nueva comunidad. La condición de monjas de clausura les impedía hacer más por estos niños, así que en 1890 decidieron dar inicio a una nueva congregación religiosa, con el nombre de Hermanas de Santo Domingo.
El instituto recibió la aprobación como congregación religiosa de derecho diocesano en 1900, de parte del arzobispo Michael Augustine Corrigan, de la arquidiócesis de Nueva York.

## Organización
La Congregación de Santo Domingo de Blauvelt es un instituto religioso de derecho diocesano y centralizado, cuyo gobierno es ejercido por una priora general, es miembro de la Familia dominica y de la Conferencia de Hermanas Dominicas y su sede se encuentra en Blauvelt (Nueva York-Estados Unidos).
Las dominicas de Blauvelt se dedican a la atención de los niños huérfanos y a la educación y formación cristiana de la infancia y de a juventud. En 2017, el instituto contaba con más de 200 religiosas y 6 comunidades, presentes todas en Estados Unidos.